# Премон
Премо́н (фр. Prémont) — коммуна во Франции, находится в регионе Пикардия. Департамент коммуны — Эна. Входит в состав кантона Боэн-ан-Вермандуа. Округ коммуны — Сен-Кантен.
Код INSEE коммуны — 02618.

## Население
Население коммуны на 2010 год составляло 757 человек.
| 1962 | 1968 | 1975 | 1982 | 1990 | 1999 | 2010 |
| ---- | ---- | ---- | ---- | ---- | ---- | ---- |
| 817  | 750  | 707  | 701  | 675  | 714  | 757  |

## Экономика
В 2010 году среди 463 человек трудоспособного возраста (15—64 лет) 330 были экономически активными, 133 — неактивными (показатель активности — 71,3 %, в 1999 году было 69,8 %). Из 330 активных жителей работали 281 человек (157 мужчин и 124 женщины), безработных было 49 (22 мужчины и 27 женщин). Среди 133 неактивных 33 человека были учениками или студентами, 39 — пенсионерами, 61 были неактивными по другим причинам.